# Johan Svensson (skådespelare)

För andra personer med samma namn, se Johan Svensson.  
Lars Johan Anders Svensson,  född 26 juni 1975 i Varberg, är en svensk skådespelare.

## Biografi
Johan Svensson är utbildad vid Högskolan för scen och musik (före detta Teaterhögskolan) i Göteborg, han har en konstnärlig masterexamen i teater med inriktning fördjupat skådespeleri.
Efter teaterlinjen på Fridhems folkhögskola har han från 2003 varit yrkesverksam i framför allt Skånes fria teaterliv. I Sveriges Television har Svensson haft roller i Succéduon och Starke man. Svensson driver sedan 2005 teatergruppen Teater Dictat.
Sedan 2009 har Svensson läst in tal- och ljudböcker för bland andra Bonnier Audio och finns representerad på bland annat Storytel med ett drygt 100-tal titlar.

## Teater

### Roller
| År   | Roll | Produktion                                                                     | Regi             | Teater |
| ---- | ---- | ------------------------------------------------------------------------------ | ---------------- | ------ |
| 2008 | Nick | Vem är rädd för Virginia Woolf? (Who's Afraid of Virginia Woolf?) Edward Albee | Torbjörn Klasson | Turné  |